# Talizman (album)
Talizman – trzeci album studyjny polskiego zespołu muzycznego Bednarek. Wydawnictwo ukazało się 1 grudnia 2017 nakładem wytwórni muzycznej Lou & Rocked Boys w dystrybucji Rockers Publishing.
Nagrania zadebiutowały na 6. miejscu zestawienia OLiS. W kwietniu 2018 uzyskała w Polsce status złotej sprzedając się w nakładzie 15 tys. egzemplarzy.
W styczniu 2017 ukazał się jego nowy singiel – „Talizman”, który został nagrany z gościnnym udziałem Matheo. W maju wydał utwór „Poczuj luz”, który został drugim singlem zwiastującym nową płytę artysty. We wrześniu ukazał się trzeci singiel zatytułowany "Get up Remix", a 17 listopada 2017 "Jak długo jeszcze", będący czwartym singlem zapowiadającym jego nową płytę studyjną. W teledysku do utworu gościnnie wystąpiła piosenkarka Natalia Szroeder, sam klip w ciągu kilku dni po premierze przekroczył milion wyświetleń. W lutym kolejnym singlem został utwór "Zabieram cię na trip". 1 czerwca 2018 ukazał się ostatni singiel promujący album pt. "Klub".

## Lista utworów
| Nr  | Tytuł utworu                       | Długość |
| --- | ---------------------------------- | ------- |
| 1.  | „Muzyka” (gościnnie: Matheo)       | 3:13    |
| 2.  | „Jak długo jeszcze”                | 3:26    |
| 3.  | „Zabieram cię na trip”             | 3:52    |
| 4.  | „Klub” (gościnnie: Staff)          | 3:19    |
| 5.  | „Poczuj luz”                       | 2:36    |
| 6.  | „Get Up Remix”                     | 4:37    |
| 7.  | „Łap to” (gościnnie: Staff)        | 3:49    |
| 8.  | „No one like you”                  | 4:28    |
| 9.  | „Nie obiecuję”                     | 4:04    |
| 10. | „Autowargrafia” (gościnnie: Staff) | 2:58    |
| 11. | „Talizman” (gościnnie: Matheo)     | 3:11    |
| 12. | „Outro”                            | 3:04    |
|     |                                    | 42:37   |

## Pozycja na liście sprzedaży
| Kraj   | Lista sprzedaży (2017)    | Najwyższa pozycja | Certyfikat  | Sprzedaż |
| ------ | ------------------------- | ----------------- | ----------- | -------- |
| Polska | Oficjalna Lista Sprzedaży | 6                 | złota płyta | 15 000+  |

### Pozycja na rocznej liście
| Kraj   | Lista (2017)                    | Pozycja |
| ------ | ------------------------------- | ------- |
| Polska | Związek Producentów Audio-Video | 75      |